# Let Your Soul Be Your Pilot
Let Your Soul Be Your Pilot è una canzone di Sting, estratta come primo singolo dal suo quinto album solista, Mercury Falling del 1996. 
La canzone è stata nominata ai Grammy Award del 1997 nella categoria Miglior interpretazione vocale maschile, perdendo in favore di Change the World di Eric Clapton. È stata inoltre inclusa nelle prime edizioni della raccolta The Very Best of Sting & The Police.
Nel 2011, Matthew Morrison, famoso per il suo ruolo nella serie televisiva Glee, ha inciso una nuova versione della canzone in duetto con Sting per il suo album di debutto.

## Tracce
CD
1. Let Your Soul Be Your Pilot  (versione singolo) – 4:29
2. Englishman in New York – 4:27
3. The Bed's Too Big Without You  (Live) – 6:05
4. Let Your Soul Be Your Pilot (versione album) – 6:41

Digipack
1. Let Your Soul Be Your Pilot  (versione singolo) – 4:29
2. Englishman in New York – 4:27
3. Let Your Soul Be Your Pilot (versione album) – 6:41

Vinile
1. Let Your Soul Be Your Pilot  (versione singolo) – 4:29
2. Englishman in New York – 4:27

## Classifiche

### Classifiche settimanali
| Classifica (1996) | Posizione massima |
| ----------------- | ----------------- |
| Canada            | 7                 |
| Finlandia         | 14                |
| Germania          | 58                |
| Italia            | 20                |
| Paesi Bassi       | 43                |
| Regno Unito       | 15                |
| Stati Uniti       | 86                |

### Classifiche di fine anno
| Classifica (1996) | Posizione |
| ----------------- | --------- |
| Canada            | 55        |
| Italia            | 98        |